# کعپر

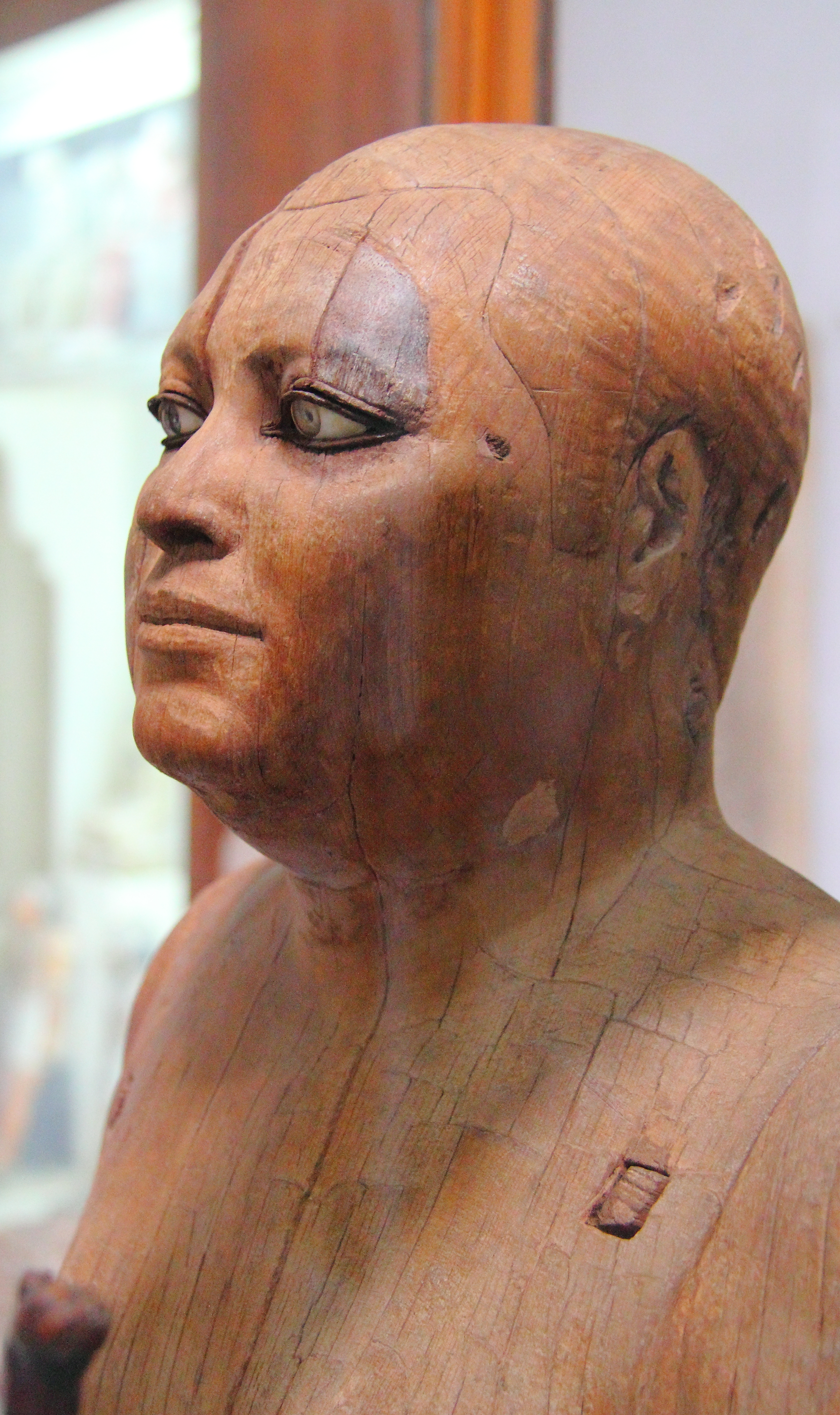
نمایی نزدیک از تندیس چوبی کعپر

کعپر (انگلیسی: Ka’aper) یا «شیخ البلد» یک کاهن و کاتب در دورانِ مصر باستان بود که در اواخر فرمانروایی دودمان چهارم مصر و اوایل حکمرانی دودمان پنجم مصر زندگی می‌کرد. (حوالی سال ۲۵۰۰ از گاه‌شماری دوران مشترک).
مورخان مطالب زیادی از زندگی او نمی‌دانند و با آنکه مقام اداری وی چندان بالا نبوده است، اما به سبب تندیس چوبی‌ای که از او بجا مانده، شهرت دارد. القاب او شامل «کاهنِ قاریِ مناجات و طلسم» و «کاتب نظامی پادشاه» است که دومی، احتمالاً به دلیل حضور او در چند عملیات نظامی در فلسطین بوده است.
مصطبه او توسط آگوست ماریت در گورستان سقاره کشف شد که در شمال هرم جوزر واقع شده است.